# Comephorus
Comephorus còn được biết đến như là golomyanka (tiếng Nga: голомянка) hay cá mỡ Baikal, là một chi bao gồm 2 loài cá bống kỳ dị đặc hữu hồ Baikal ở Nga. Golomyanka là cá mặt nước rộng (cá xa bờ), cũng là nguồn thức ăn chính của hải cẩu Baikal.

## Tiến hóa và hệ thống học
Theo truyền thống, Comephorus là chi duy nhất trong họ Comephoridae Günther, 1861, xếp trong liên họ Cottoidea của phân bộ Cottoidei thuộc bộ Cá mù làn (Scorpaeniformes).
Một số nghiên cứu phát sinh chủng loài đầu thế kỷ 21 dựa trên DNA ti thể gợi ý rằng cá mỡ Baikal cùng các loài cá dạng cottoid sinh sống trong hồ Baikal, như các họ Cottocomephoridae (cá bống Baikal) và Abyssocottidae (cá bống nước sâu), cùng nhau lập thành một nhóm đơn ngành với nguồn gốc và đa dạng hóa trong các hồ là tương đối gần đây, kể từ thế Pliocen. Các tổ tiên của cụm loài này bao gồm trên 30 loài thuộc về chi cá bống ngọt (Cottus trong Cottidae).
Nghiên cứu năm 2005 của Kinziger và đồng nghiệp cho thấy nhánh Baikal bao gồm Abyssocottidae, Comephoridae và Cottocomephoridae lồng sâu trong chi Cottus, vì thế họ Cottidae gộp cả Abyssocottidae, Comephoridae và Cottocomephoridae là giải pháp hợp lý hơn.
Vì thế, gần đây người ta coi nó là thuộc họ Cottoidae trong cận bộ Cottales của phân bộ Cottoidei thuộc bộ Perciformes.

## Mô tả
Comephorus có cơ thể màu ngọc trai bán trong suốt, không vảy, nhưng chuyển sang xỉn màu khi chết. Cá mỡ Baikal lớn (C. baikalensis) có thể dài tới 21 cm (8,3 in) còn cá mỡ Baikal nhỏ (C. dybowskii) thì tới 16 cm (6,3 in). Cá đực nhỏ hơn cá cái, chỉ dài khoảng Bản mẫu:2/3 cá cái. Chúng có vây ức dài, và mặc dù có các xương chậu nhưng chúng không có vây chậu. Chúng có các đường bên lớn. Hệ thống đường bên trên đầu bao gồm các khoang lớn liên kết bởi các cầu nối hẹp bằng xương với các lỗ ngoài nhỏ. Hàm lượng lipid cao và các xương xốp làm cho chúng có sức nổi gần như trung hòa và việc không có bong bóng cho phép chúng chịu được các thay đổi áp suất lớn khi chúng di chuyển giữa các cột nước. Trên một phần ba trọng lượng cơ thể (38,9%) của C. baicalensis là mỡ, nhưng C. dybowski thì chứa ít hơn rất nhiều lần (4,7%). Người ta cho rằng chúng bị phân hủy dưới ánh nắng, chỉ sót lại mỡ và xương, mặc dù độ chính xác của tuyên bố này từng bị nghi vấn. Điều bất thường là mắt chúng chỉ chứa các tế bào que mà không chứa tế bào nón, chỉ ra độ nhạy cảm cao với ánh sáng. Một số các thích ứng của golomyanka là tương tự như những gì thấy ở cá biển sâu.

## Các loài
Hiện tại người ta công nhận 2 loài trong chi này:
- Comephorus baikalensis (Pallas, 1776) (cá mỡ Baikal lớn)
- Comephorus dybowskii (Korotneff, 1904) (cá mỡ Baikal nhỏ)

## Sinh học và sinh thái học
Tên gọi thông thường trong tiếng Nga golomyanka có nguồn gốc từ tiếng Nga cổ golomen (tiếng Nga: голомень) có nghĩa là "xa bờ" hay "biển khơi" trong phương ngữ khu vực này và là để nói tới tập tính sống xa bờ của chúng. Chúng là sinh vật cạnh tranh sinh thái chính của cá hồi trắng Omul (Coregonus migratorius), một loài cá cũng ăn cả golomyanka nhỏ, và là nguồn thức ăn chính của hải cẩu Baikal, chiếm tới trên 90% khẩu phần ăn của chúng. Các loài cá này dễ dàng nhận dạng và là đủ lớn để dễ dàng nhìn thấy. Golomyanka là bất thường ở chỗ chúng sống trong khắp các cột nước của hồ Baikal, từ độ sâu khoảng 1,6 km (1,0 mi) tới gần bề mặt, nhưng chủ yếu là các độ sâu sâu hơn 100 m (330 ft). Ban đêm chúng di chuyển lên cao để kiếm ăn, thường ở độ sâu khoảng 10–25 m (33–82 ft), và trong mùa đông chúng đôi khi có thể được nhìn thấy bơi ngay phía dưới lớp băng che phủ bề mặt. Chúng được coi là cá nước ngọt sống sâu nhất thế giới, cùng với một vài loài cá bống nước sâu hồ Baikal (họ Abyssocottidae). Chúng di chuyển mà không quan tâm nhiều tới thay đổi áp suất, mặc dù chúng chỉ có thể tồn tại trong môi trường nước lạnh, với nhiệt độ ưa thích không quá 5 °C (41 °F) và chúng sẽ chết khi nhiệt độ cao hơn 10 °C (50 °F).
Sinh khối của quần thể golomyanka ước tính khoảng 150 nghìn tấn, làm cho nó là loài cá đông đúc nhất trong hồ Baikal. Người ta ước tính khoảng 70% cá trong hồ là golomyanka. Cá non của chúng cũng là ấu trùng cá xa bờ đông đúc nhất trong hồ. Các bầy đàn lớn thì vẫn chưa được biết đến đối với các loài cá này, nhưng các nhóm tới 20 cá thể thì từng được ghi nhận gần đáy hồ. Cá cái phổ biến hơn cá đực, với cá đực chỉ chiếm khoảng 32% quần thể đối với cá mỡ Baikal nhỏ và 17% đối với cá mỡ Baikal lớn. Cá cái không đẻ trứng mà đẻ con, khoảng 2.000–3.000 cá con. Cá cái với phôi thai đang phát triển có thể nhìn thấy trong hồ quanh năm, nhưng dường như vẫn có tính mùa vụ trong sinh sản, với số lượng ấu trùng cá lớn nhất quan sát thấy trong giai đoạn từ tháng 8 tới tháng 4 năm sau (có một số khác biệt về thời gian đỉnh điểm của 2 loài). Phần lớn cá cái chết sau khi sinh con. Người ta từng tin rằng bụng của chúng nổ tung để giải phóng cá con và giết chết cá mẹ trong quá trình này, nhưng điều này chỉ là huyền thoại. Golomyanka có thể sống tới 6–8 năm.
Chúng là cá chậm chạp, và có miệng tương đối lớn với vài hàng răng hơi giống như bàn chải, cho phép chúng tách lọc các sinh vật nhỏ mịn từ trong nước. Thức ăn chủ yếu của chúng là các động vật phiêu sinh như giáp xác chân kiếm Epischura baikalensis, giáp xác chân hai loại Macrohectopus branickii cũng như ấu trùng cá bống hồ Baikal (Cottoidei), bao gồm cả ấu trùng của chính chúng.

## Quan hệ với con người

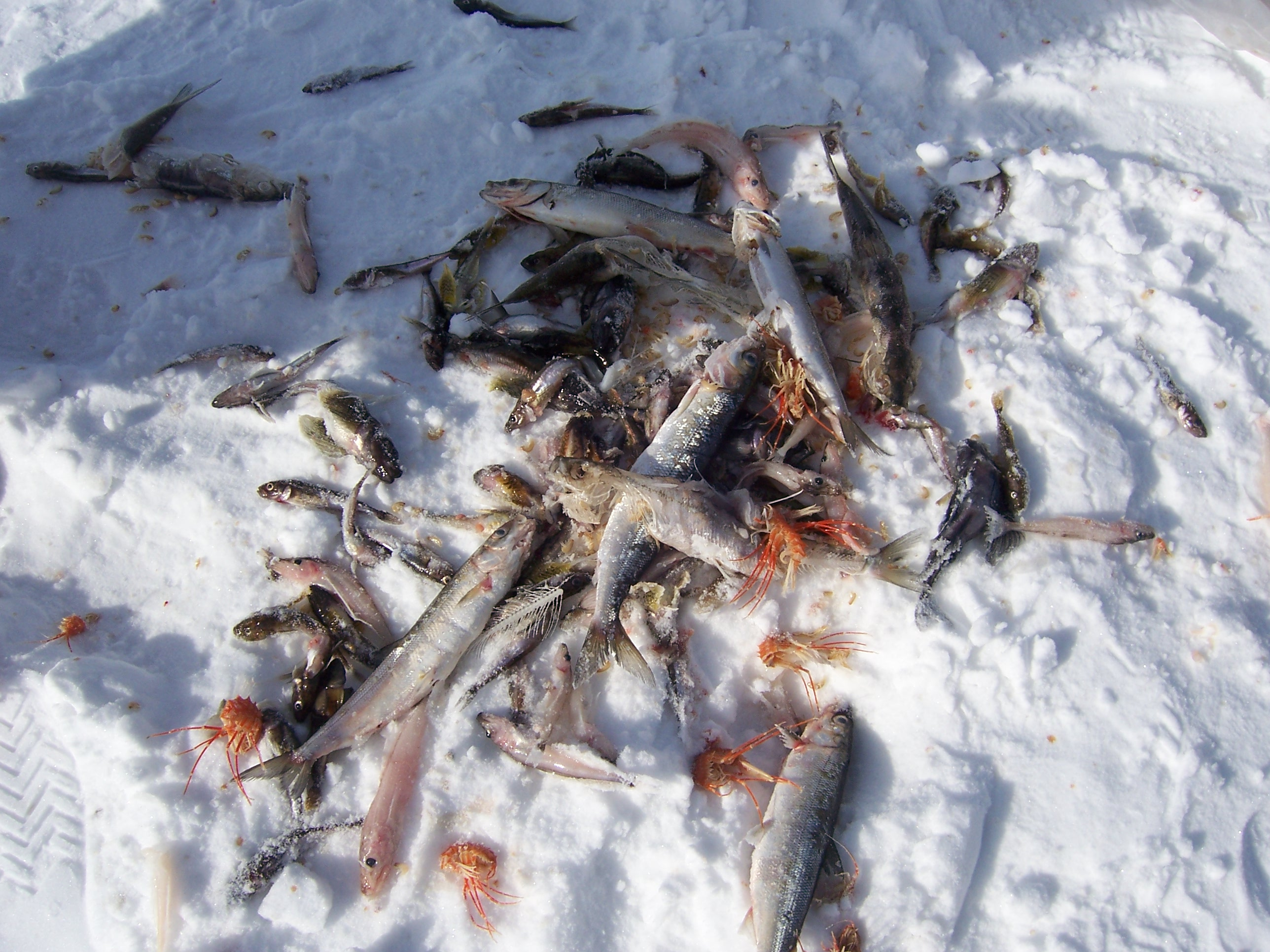
Một vài con golomyanka (ví dụ con cá màu hơi hồng ở phần trên giữa hình và một con khác ở mé trái phía dưới), cũng như một vài con cá hồi trắng (Coregonus spp.), cá bống vây vàng Baikal (Cottocomephorus grewingkii) và giáp xác chân hai loại (Amphipoda) đánh bắt được trong đánh cá trên băng bằng lưới.

Mặc dù có số lượng lớn trong hồ Baikal nhưng golomyanka khó đánh bắt với số lượng lớn do chúng không di chuyển thành bầy đàn lớn. Golomyanka không được đánh bắt ở quy mô thương mại, mặc dù mỡ của chúng từng được sử dụng để thắp đèn cũng như trong y học cổ truyền của người Siberia bản địa khi những trận giông bão đánh dạt cá lên bờ. Chúng không phải nguồn thực phẩm cho con người hay chó, mèo nhưng là nguồn thức ăn chính của hải cẩu Baikal cũng như là thức ăn của những loài cá săn mồi khác trong hồ. Chúng có số lượng lớn và sinh sản nhanh nên chúng là phần lớn nhất của sinh khối trong hồ và có thể gây ra sự mất cân bằng sinh thái nghiêm trọng đối với hồ Baikal nếu như không thường xuyên bị những động vật săn mồi khác ăn thịt.